# 오피 (사람)
오피(伍被, ? ~ 기원전 122년)는 중국 전한 중기의 관료로, 초나라 사람이다. 회남왕 유안을 섬겼다.

## 생애
재능으로 회남중랑을 지냈고, 회남왕이 불러모은 빼어난 선비 중에서도 으뜸이었다. 왕이 모반을 꾀하려는 낌새가 있자 은밀히 간했고, 왕이 장군을 맡으라 하자 반란 자체를 망국의 길이라며 반대해 회남왕의 분노를 사 부모가 사로잡혀 석 달 감옥에 갇혔다. 이후 또 왕의 부름을 받아 다시 장군을 제의받았으나 거절했고, 왕이 한나라 조정의 실상을 묻자 조정은 기강이 잘 잡혀 있고 옛 도에 따라 잘 다스리고 있으며 나라는 부유하고 교역은 활발하며 사방의 이민족들이 복종하고 흉노를 꺾었으니 가히 잘 다스려진다고 할 수 있다고 했다. 왕이 화를 내므로 사죄했다.
왕이 또 한나라 대장군(위청)에 대해 묻자 상찬했고, 왕이 자기 태자가 비상한 인물로 조정의 공경과 열후들보다 훨씬 낫다 하니 먼저 대장군을 암살해야 거사할 수 있다고 답했다. 왕이 다시 오초칠국의 난에 대해 묻자 오왕 유비가 잘못한 것이라 했고, 왕이 재빠르게 환원·이궐·무관을 점거해(오초칠국의 난 때도 이와 큰 틀에서 유사한 작전은 입안됐다) 산동과 한 조정의 연락을 차단하면 어떻겠냐고 물어도 부정적으로 대답했다.
왕은 이후 손자 유건의 사건 때문에 반란 계획까지 들통날지 모르는 심대한 정치적 위기에 몰려, 다시 모반을 상의했다. 이번에도 반대하자 왕은 진승·오광의 난을 들어 그때의 농민 반란군보다 회남나라가 강하다는 점을 들었고, 이에 그 당시 진나라가 폭정으로 인심을 잃었기 때문에 농민 반란조차 가능했고 지금은 한나라의 최전성기라 전혀 비교할 상황이 아니라 했다. 궁해진 왕이 요행수라도 바랄 수 있는 방책을 묻자, 당시 북방 흉노와의 최전선에 해당하는 삭방군에 사람이 적으니 상주해서 지방 호족으로 죄 지은 자를 사면하는 대신 그 집안을 삭방군으로 이주시키도록 하고, 도사공·상림·중도관 등 옥사를 맡은 사람들의 글을 위조해서 제후왕의 태자나 총신들을 체포하게 하는 등으로 일부러 한나라 내부에 불만분자가 생기도록 유도하자고 했다. 그러나 왕은 이를 받아들이지 않았고, 후에 왕의 모반이 적발되면서 회남나라의 여러 관리들과 마찬가지로 연루됐다. 한나라를 찬미한 것 때문에 무제가 죽이지는 않기를 원했으나, 장탕은 어쨌든 왕을 위해 계획을 세워줬으니 용서할 수 없다고 해 주살됐다.